# 維索科耶
維索科耶（羅馬化：Vysokaje，羅馬化：Vysokoye）是白俄羅斯的城鎮，由布列斯特州負責管轄，距離卡緬涅茨約40公里，2006年人口5,200。第二次世界大戰期間，納粹德國在1941年6月23日佔領該鎮，1,297名猶太人被殺。